# 長谷部栄一
長谷部 栄一（はせべ えいいち、1928年5月17日 - 2017年8月23日）は大阪府出身のプロ野球選手、高校野球・社会人野球監督。

## 来歴・人物
旧制東山中学（現：東山高校）から、同志社大学に進学するも中退し、1950年に大阪タイガースに入団。三拍子そろった捕手として期待されたが、同年に故障し翌年には引退した。その後、社会人野球チーム日本新薬に監督兼選手として入団し、都市対抗野球大会に1957年の大会から1959年の大会まで3年連続で出場した。1961年からは監督に専念し、都市対抗野球に5回出場している。1988年からは、母校東山高校の野球部の監督を務め、1992年・1993年の春の甲子園に出場した。その後、佛教大学硬式野球部の総監督を務めた。2017年8月23日に膵臓癌のため死去。89歳没。
日本新薬監督時代に輩出したプロ野球選手に、梅田邦三（元巨人、西鉄、中日）、東山高校監督時代の教え子に、岡島秀樹（元福岡ソフトバンクホークス）・川中基嗣（元巨人）がいる。

## 詳細情報

### 年度別打撃成績
| 年 度     | 球 団     | 試 合 | 打 席 | 打 数 | 得 点 | 安 打 | 二 塁 打 | 三 塁 打 | 本 塁 打 | 塁 打 | 打 点 | 盗 塁 | 盗 塁 死 | 犠 打 | 犠 飛 | 四 球 | 敬 遠 | 死 球 | 三 振 | 併 殺 打 | 打 率 | 出 塁 率 | 長 打 率 | O P S |
| --------- | --------- | ----- | ----- | ----- | ----- | ----- | -------- | -------- | -------- | ----- | ----- | ----- | -------- | ----- | ----- | ----- | ----- | ----- | ----- | -------- | ----- | -------- | -------- | ----- |
| 1950      | 阪神      | 12    | 18    | 18    | 0     | 3     | 0        | 0        | 0        | 3     | 1     | 0     | 0        | 0     | --    | 0     | --    | 0     | 0     | 2        | .167  | .167     | .167     | .333  |
| 1951      | 阪神      | 4     | 1     | 1     | 0     | 0     | 0        | 0        | 0        | 0     | 0     | 0     | 0        | 0     | --    | 0     | --    | 0     | 0     | 0        | .000  | .000     | .000     | .000  |
| 通算：2年 | 通算：2年 | 16    | 19    | 19    | 0     | 3     | 0        | 0        | 0        | 3     | 1     | 0     | 0        | 0     | --    | 0     | --    | 0     | 0     | 2        | .158  | .158     | .158     | .316  |

### 背番号
- 14 （1950年 - 1951年）